# شارل دفريمري
شارل فرنسوا دفريمري (بالفرنسية: Charles Defrémery)‏ ( 1238 - 1300 ه‍ / 1822 - 1883 م ) هو مستشرق فرنسي.

## آثاره
- «تاريخ سلاطين خوارزم» تأليف ميرخوند، 1842.
- «تاريخ السلاطين الغوريين» تأليف ميرخوند، 1844.
- «تاريخ الساسانيين» تأليف ميرخوند، 1845.
- «تاريخ الخانات المغول في التركستان وما وراء النهر» تأليف خونديد، 1852.
- «جلستان» للشاعر سعدي، 1858.
- ترجم - بالاشتراك مع سنجنتي - رحلة ابن بطوطة. وصدرت هذه الترجمة في أربعة مجلدات، في باريس، سنة 1853 - 1858 م.[8]